# Lo Perrot
Lo Perot és una partida rural del municipi de Castell de Mur, al Pallars Jussà, a l'antic terme de Mur, en terres del poble del Meüll.
Està situada en el sector nord-occidental del terme municipal, a prop i al nord-est del Mas de l'Hereu. És al sud-oest del Tossal de les Barranques, al sud de la partida de les Barranques, al sud-est de l'Obagueta.